# Unbelievable (Sarah Connor)
Unbelievable  è il secondo  album studio della cantante tedesca Sarah Connor, pubblicato da Epic il 30 Settembre 2002.

## Tracce
1. One Nite Stand (of Wolves and Sheep) (feat. Wyclef Jean) – 3:58 (Wyclef Jean, Jerry Duplessis, Sarah Connor, O.G. Fortuna)
2. He's Unbelievable – 4:20 (Rob Tyger, Kay Denar)
3. I Wanna Touch U There – 3:25 (Diane Warren)
4. The Loving Permission – 4:50 (Tyger, Denar)
5. Where Did You Sleep Last Nite? – 4:53 (Tyger, Denar, Connor)
6. Bounce – 4:12 (Bülent Aris, Toni Cottura, Anthony Freeman)
7. Skin on Skin – 4:44 (Tyger, Denar, Connor)
8. Wait 'Til You Hear from Me – 4:19 (Tyger, Denar)
9. 1 + 1 = 2 – 5:02 (Tyger, Denar)
10. Put Your Eyez on Me – 4:04 (Tyger, Denar)
11. That's the Way I Am – 3:34 (June Rollocks,  Aris, T. Berlin, F. Dursthoff)
12. Beautiful – 4:14 (Rollocks, Aris, Dursthoff)
13. That Girl – 3:18 (Tyger, Denar)
14. Sweet Thang – 4:05 (Tyger, Denar)
15. Make My Day – 3:35 (The Hitman, Mekong Age, Rufi-Oh)
16. Teach U Tonite – 4:29 (Tyger, Denar)